# NGC 4899
NGC 4899 (другие обозначения — MCG -2-33-90, IRAS12583-1340, PGC 44841) — спиральная галактика с перемычкой (SBc) в созвездии Девы.
В области, где заканчиваются спиральные рукава, наблюдается «излом» профиля поверхностной яркости диска. На фоне балджа наблюдаются пылевые полосы.
Этот объект входит в число перечисленных в оригинальной редакции «Нового общего каталога».